# Hyposoter thuringiacus
Hyposoter thuringiacus là một loài tò vò trong họ Ichneumonidae.